# Шушнєвці
Шушнєвці (хорв. Šušnjevci) — населений пункт у Хорватії, в Бродсько-Посавській жупанії у складі громади Буковлє.

## Населення
Населення за даними перепису 2011 року становило 258 осіб.
Динаміка чисельності населення поселення:

## Клімат
Середня річна температура становить 10,89 °C, середня максимальна — 25,16 °C, а середня мінімальна — -5,59 °C. Середня річна кількість опадів — 767 мм.
| Клімат поселення                              | Клімат поселення | Клімат поселення | Клімат поселення | Клімат поселення | Клімат поселення | Клімат поселення | Клімат поселення | Клімат поселення | Клімат поселення | Клімат поселення | Клімат поселення | Клімат поселення | Клімат поселення |
| Показник                                      | Січ.             | Лют.             | Бер.             | Квіт.            | Трав.            | Черв.            | Лип.             | Серп.            | Вер.             | Жовт.            | Лист.            | Груд.            |                  |
| Середній максимум, °C                         | 6,52             | 8,01             | 12,49            | 17,08            | 22,17            | 25,16            | 24,77            | 24,16            | 20,10            | 14,84            | 9,09             | 5,07             |                  |
| Середня температура, °C                       | 0,46             | 1,96             | 6,44             | 11,02            | 16,13            | 19,11            | 21,03            | 20,43            | 16,35            | 11,10            | 5,34             | 1,32             |                  |
| Середній мінімум, °C                          | −5,59            | −4,1             | 0,38             | 4,97             | 10,08            | 13,06            | 17,28            | 16,70            | 12,61            | 7,36             | 1,60             | −2,41            |                  |
| Норма опадів, мм                              | 48               | 49               | 46               | 58               | 71               | 99               | 68               | 63               | 54               | 69               | 78               | 64               |                  |
| Середньомісячна швидкість вітру, м/с          | 1.97             | 2.25             | 2.52             | 2.44             | 2.18             | 2.02             | 1.96             | 1.82             | 1.80             | 1.86             | 1.96             | 2.06             |                  |
| Середньомісячна сонячна радіація, кДж/м²·день | 4321             | 7004             | 10887            | 15234            | 19110            | 21028            | 22055            | 20369            | 14940            | 9278             | 4904             | 3605             |                  |
| --------------------------------------------- | ---------------- | ---------------- | ---------------- | ---------------- | ---------------- | ---------------- | ---------------- | ---------------- | ---------------- | ---------------- | ---------------- | ---------------- | ---------------- |
| Джерело:                                      |                  |                  |                  |                  |                  |                  |                  |                  |                  |                  |                  |                  |                  |